# Митяево (Крым)
Митя́ево (до 1948 года Но́вый Карагу́рт; укр. Митяєве, крымскотат. Yañı Qarağurt, Янъы Къарагъурт) — село в Сакском районе Республики Крым, центр Митяевского сельского поселения (согласно административно-территориальному делению Украины — Митяевского сельсовета Автономной Республики Крым).

## Население
| 2001 | 2014  |
| ---- | ----- |
| 2085 | ↘1915 |

Всеукраинская перепись 2001 года показала следующее распределение по носителям языка
| Язык             | Процент |
| ---------------- | ------- |
| русский          | 56,98   |
| крымскотатарский | 21,1    |
| украинский       | 20,05   |
| белорусский      | 1,2     |
| другие           | 0,05    |

### Динамика численности
| - 1864 год — 151 чел. - 1915 год — 41 чел. - 1918 год — 80 чел. - 1926 год — 64 чел. - 1974 год — 1774 чел. | - 1989 год — 2615 чел. - 2001 год — 2085 чел. - 2009 год — 2012 чел. - 2014 год — 1915 чел. |

## Современное состояние
На 2016 год в Митяево 19 улиц; на 2009 год, по данным сельсовета, село занимало площадь 203,2 гектара, на которой в 749 дворах числилось 2012 жителей. В селе действуют средняя школа, детский сад «Тополёк», сельская библиотека, врачебная амбулатория, церковь евангелиста Матфея, Митяево связано автобусным сообщением с Симферополем и соседними населёнными пунктами..
В 2012 г. возле села Митяево была построена солнечная электростанция «Митяево» мощностью 31,55 МВт.

## География
Расположено в центре района, в степном Крыму, во впадающей с востока в озеро Сасык балке Надеждинская, высота центра села над уровнем моря — 28 м. Расстояние до райцентра города Саки примерно 17 километров (по шоссе), там же находится ближайшая железнодорожная станция Саки (на линии Остряково — Евпатория). Транспортное сообщение осуществляется по региональной автодороге 35Н-488 от Сак до шоссе 35К-001 Красноперекопск — Симферополь (по украинской классификации С-0-11241).

## История
Согласно энциклопедическому словарю «Немцы России», немецкое лютеранское селение Новый Карагурт, или Ней-Карагурт (Земана) было основано в середине XIX века и на 1864 год имело 151 жителя, но на верстовой карте 1890 года его ещё нет. Впервые в официальных источниках деревня встречается в Статистическом справочнике Таврической губернии 1915 года, согласно которому в Сакской волости Евпаторийского уезда в деревне Новый-Карагурт (Земана) числилось 3 двора (все дворы с землёй) с немецкими жителями без приписного населения, но с 41 — «постороннего», из которых 26 мужчин и 15 женщин. Жители владели 1600 десятинами удобной земли. В хозяйствах имелось 36 лошадей, 80 волов, 20 коров и 40 голов мелкого скота (в 1918 году — 80 жителей). Согласно списку 1915 года «…русских подданных из австрийских, венгерских или германских выходцев» землевладельцев, опубликованном в газете «Таврические губернские ведомости» в апреле 1915 года, при деревне Карагурт значился Земан Фридрих Людвигович, имевший 1500 десятин земли.
После установления в Крыму Советской власти, по постановлению Крымревкома от 8 января 1921 года № 206 «Об изменении административных границ» была упразднена волостная система и село вошло в состав Евпаторийского района Евпаторийского уезда, а в 1922 году уезды получили название округов. 11 октября 1923 года, согласно постановлению ВЦИК, в административное деление Крымской АССР были внесены изменения, в результате которых округа были отменены и произошло укрупнение районов — территорию округа включили в Евпаторийский район. Согласно Списку населённых пунктов Крымской АССР по Всесоюзной переписи 17 декабря 1926 года, в селе Карагурт Новый, Темешского сельсовета Евпаторийского района, числился 51 двор, все крестьянские, население составляло 64 человека, из них 55 немцев, 7 татар и 2 русских. Постановлением президиума КрымЦИК от 26 января 1935 года «Об образовании новой административной территориальной сети Крымской АССР» был создан Сакский район село включили в его состав. На километровой карте Генштаба 1941 года село обозначено, как Идишер-Пойер. Вскоре после начала Великой Отечественной войны, 18 августа 1941 года крымские немцы были выселены, сначала в Ставропольский край, а затем в Сибирь и северный Казахстан. 37 жителей села сражались на фронтах ВОВ, 9 из них погибли, в честь погибших односельчан установлен обелиск.
После освобождения Крыма от фашистов, 12 августа 1944 года было принято постановление № ГОКО-6372с «О переселении колхозников в районы Крыма», по которому в район из Курской и Тамбовской областей РСФСР в район переселялись 8100 колхозников, а в начале 1950-х годов последовала вторая волна переселенцев из различных областей Украины. С 25 июня 1946 года в составе Крымской области РСФСР. Указом Президиума Верховного Совета РСФСР от 18 мая 1948 года, Новый Карагурт переименовали в Митяево. 26 апреля 1954 года Крымская область была передана из состава РСФСР в состав УССР. Время включения в состав Новосёловского сельсовета пока не установлено: на 15 июня 1960 года село уже числилось в его составе. Указом Президиума Верховного Совета УССР «Об укрупнении сельских районов Крымской области», от 30 декабря 1962 года село присоединили к Евпаторийскому району. 1 января 1965 года, указом Президиума ВС УССР «О внесении изменений в административное районирование УССР — по Крымской области», Евпаторийский район был упразднён и село включили в состав Сакского. На 1 января 1965 года Митяево — уже центр сельсовета (по другим данным — 11 февраля 1963 года). По данным переписи 1989 года в селе проживало 2615 человек. С 12 февраля 1991 года село в восстановленной Крымской АССР, 26 февраля 1992 года переименованной в Автономную Республику Крым. С 21 марта 2014 года в составе Крыма аннексировано Россией.
До 1991 года в селе размещалась центральная усадьба совхоза «Дружба», было развито овощеводство, виноградарство и молочное животноводство. В 1966 году был введён в эксплуатацию консервный завод, мощностью 5 млн условных банок в год.
На 1974 год в Митяеве имелась средняя школа, дом культуры с залом на 500 мест, библиотека с фондом 11,1 тыс. книг, фельдшерско-акушерский пункт, детский комбинат, 2 магазина, комбинат бытового обслуживания, столовая и почтовое отделение.